# Argumento ad novitatem
El argumento ad novitatem (también llamada apelación a la novedad) es una falacia lógica que sostiene que una idea es correcta o mejor simplemente por ser más moderna, más reciente o más nueva.
Tanto este argumento como su opuesto, la apelación a la tradición o ad antiquitatem, son falaces porque la veracidad de un argumento no depende de si este es nuevo o antiguo, sino de los hechos y evidencias que lo apoyan.
Es frecuente caer en esta falacia, ya que es cierto que conforme pasan los años la sociedad evoluciona en algunos aspectos (ya sea científico, sociológico, tecnológico, etc.). Pero no por ello todo cambio va a ser beneficioso, correcto o válido, ya que por diversas razones dicho cambio puede dar lugar a conclusiones e interpretaciones erróneas, resultados negativos, etc.
Este tipo de falacia es muy efectiva en el mundo actual, en el que las novedades tecnológicas progresan aceleradamente y en el que todo el mundo aspira a estar a la última.
Hay excepciones obvias; por ejemplo, un alimento fresco es mejor que uno que hace meses esté guardado en el refrigerador.

## Estructura
La estructura de esta falacia es:
- A es algo nuevo.
- Por lo tanto, es lo mejor.

Algunos ejemplos serían:
- Eso que dices lo decían las personas del siglo XIX, mientras que mi idea es más actual; por lo tanto, te equivocas y yo tengo razón.

- El nuevo sistema operativo es mejor que cualquier otro porque acabamos de lanzarlo. Se llama Windows Vista. No puedo esperar hasta que todos nuestros usuarios lo instalen en todas sus computadoras.[3]
- Para perder peso es mejor seguir la última dieta.
- La empresa funcionará mejor ahora, que ha sido reformada.

## Uso
La apelación a la novedad es muy utilizada en publicidad, asegurando que un producto es mejor por el mero hecho de ser nuevo.
La apelación a la novedad se basa en el razonamiento de que la gente, en general, tenderá a esforzarse para corregir sus fallos. Así, por ejemplo, una compañía que lanza un producto nuevo habrá revisado el anterior para mejorar su factura. Esto, sin embargo, puede ser falso por diversas razones, las más notables de las cuales son que el producto nuevo puede ser idéntico al anterior, pero con un nuevo empaquetado; puede ser un diseño antiguo que se haya relanzado como nuevo, o puede que el producto anterior haya sido diseñado por un experto y el nuevo por un principiante.
La falacia opuesta es la apelación a la tradición, que sostiene que las ideas son mejores por el hecho de ser más antiguas.